# Kuegrat
Kuegrat är en bergstopp i Liechtenstein. Den ligger i kommunerna Planken och Schaan, i den centrala delen av landet, 4 km nordost om huvudstaden Vaduz. Toppen på Kuegrat är 2 123 meter över havet, eller 800 meter över den omgivande terrängen. Bredden vid basen är 8,3 km.